# Henriëtte Maassen van den Brink
Henriëtte Maassen van den Brink (Almelo, 1951) is  emeritus hoogleraar Economie (Onderwijs-en Arbeidseconomie) aan de Faculteit Economie en Bedrijfskunde van de Universiteit van Amsterdam en hoogleraar Evidence Based Education aan de Universiteit Maastricht. 
Maassen van den Brink studeerde cum laude af en promoveerde in 1994 cum laude in de economie aan de Universiteit van Amsterdam. Zij was wetenschappelijk programmadirecteur van ‘SCHOLAR’, een onderzoeksinstituut in ‘Scholing, Arbeidsmarkt en Economische Ontwikkeling’. Sinds 2008 is zij wetenschappelijk coördinator van TIER (interuniversitair Top Institute of Evidence Based Education Research) en de Dutch Teachers and Policymakers Academy.
Haar onderzoeksinteresse ligt op het gebied van onderwijs, arbeid en gezondheidseconomie. Zij was tevens ‘visiting professor’ aan Stanford University, Cornell University en de European University Institute en zij ontving verschillende onderzoeksubsidies van de Nederlandse Organisatie voor Wetenschappelijk Onderzoek.
- Bibsys: 7051997
- Biblioteca Nacional de España: XX1188045
- Bibliothèque nationale de France: cb135684659 (data)
- CiNii: DA15908812
- Gemeinsame Normdatei: 170887545
- International Standard Name Identifier: 0000 0001 1614 1164
- Library of Congress Control Number: nr95002461
- Mathematics Genealogy Project: 216851
- NARCIS: PRS1239117
- Nationale Bibliotheek van Israël: 987007429637005171
- Nederlandse Thesaurus van Auteursnamen: 071715894
- Système universitaire de documentation: 052610551
- Virtual International Authority File: 29699065
- WorldCat: E39PBJptV9fBDKY3xvd8cGTmBP